# Adenanthos obovatus
Espèce
Classification APG III (2009)
Adenanthos obovatus, communément connu en Australie sous les noms vernaculaires de basket flower ou jugflower, est une espèce d'arbuste de la famille des Proteaceae endémique du Sud-Ouest de l'Australie-Occidentale. Il a été décrit pour la première fois par le naturaliste français Jacques Labillardière en 1805 à partir d'échantillons recueillis par Archibald Menzies en 1791. Dans le genre Adenanthos, il se classe dans la section Eurylaema et est plus étroitement lié à A. barbiger. A. obovatus a été hybridé avec A. detmoldii pour produire les hybrides A. ×pamela. C'est un arbuste d'environ 1,5 m de diamètre produisant de nombreuses tiges atteignant jusqu'à 1 m de hauteur et portant des feuilles d'un beau vert vif. Constituées de fleurs rouges simples, les inflorescences apparaissent d'avril à décembre, leur production culminant au printemps (d'août à octobre en Australie).
L'arbuste pousse sur des sols sablonneux dans les plaines ainsi que les collines et les dunes humides saisonnièrement. Il se régénère après les feux de brousse par la repousse de ses lignotubers. Les oiseaux que sont les méliphages, en particulier le Méliphage festonné, qui peut accéder au nectar avec son long bec recourbé, et le Zostérops à dos gris qui perfore le tube floral sont ses principaux agents pollinisateurs. C'est l'espèce d'Adenanthos la plus couramment cultivée en Australie, car elle a une longue période de floraison et attire les méliphages dans les jardins. 
Il est récolté pour l'industrie des fleurs coupées.

## Description
Adenanthos obovatus se présente sous la forme d'un arbuste avec de nombreuses tiges partant d'un seul lignotuber souterrain. Ces tiges atteignent généralement environ 1 m de hauteur et forment un bouquet de 1,5 m de diamètre, mais certains arbustes atteignent parfois une hauteur de 2 m.
Les feuilles sont vert clair, de forme ovale, mesurant jusqu'à 20 mm de long et 15 mm de large, sessiles et disposées en spirale sur les branches. Les fleurs apparaissent de façon constante entre avril et décembre et sont plus abondantes entre août et octobre. Elles sont rouges ou orange et partent de l'aisselle des feuilles. Elles sont généralement solitaires, mais parfois une aisselle portera deux fleurs. Comme pour d'autres espèces de Proteaceae, chaque fleur  zygomorphe se compose d'un périanthe formé de quatre longs tépales soudés, de quatre étamines dont le filet est soudé sur le milieu du tépale de sorte que les anthères  situées à l'extrémité de la face interne des tépales apparaissent presque  sessiles et d'un pistil formé d'un ovaire à quatre carpelles. Le style a une croissance rapide et dépasse largement du périanthe. Quatre glandes à nectar entourent l'ovaire. Chez A. obovatus, le périanthe mesure environ 25 mm de longueur et le style environ 40. Bien que la période de floraison soit longue (six mois), il n'y a généralement que quelques fleurs au même moment sur l'arbuste et une étude de sept ans menée dans une réserve au sud de Perth a révélé que la floraison était assez régulière d'année en année, même lorsque les arbustes étaient taillés au niveau du sol pour simuler un feu de broussaille et l'obliger à repartir du pied.
Si l'espèce ressemble beaucoup à A. barbiger, il existe tout de même des différences évidentes dans la forme des feuilles, les feuilles de la plupart des populations de A. barbiger sont beaucoup plus longues et étroites que celles de A. obovatus. Cependant, la forme des feuilles est variable dans les deux espèces et certaines populations d’A. barbiger ont des feuilles qui sont impossibles à distinguer de celles d’A. obovatus. Les caractères les plus importants permettant de les distinguer systématiquement sont : la forme de l'extrémité du périanthe, qui est arrondie chez A. obovatus et pointue chez A. barbiger; les bractées, glabres chez la première, sont velues chez la seconde et l'extrémité du style vert chez la première est écarlate chez l'autre. Les espèces diffèrent aussi légèrement dans la couleur des fleurs. Les fleurs d’A. barbiger sont écarlates et rouge vif, tandis que les fleurs d’A. obovatus sont écarlates et orange.

## Taxonomie

### Découverte et dénomination

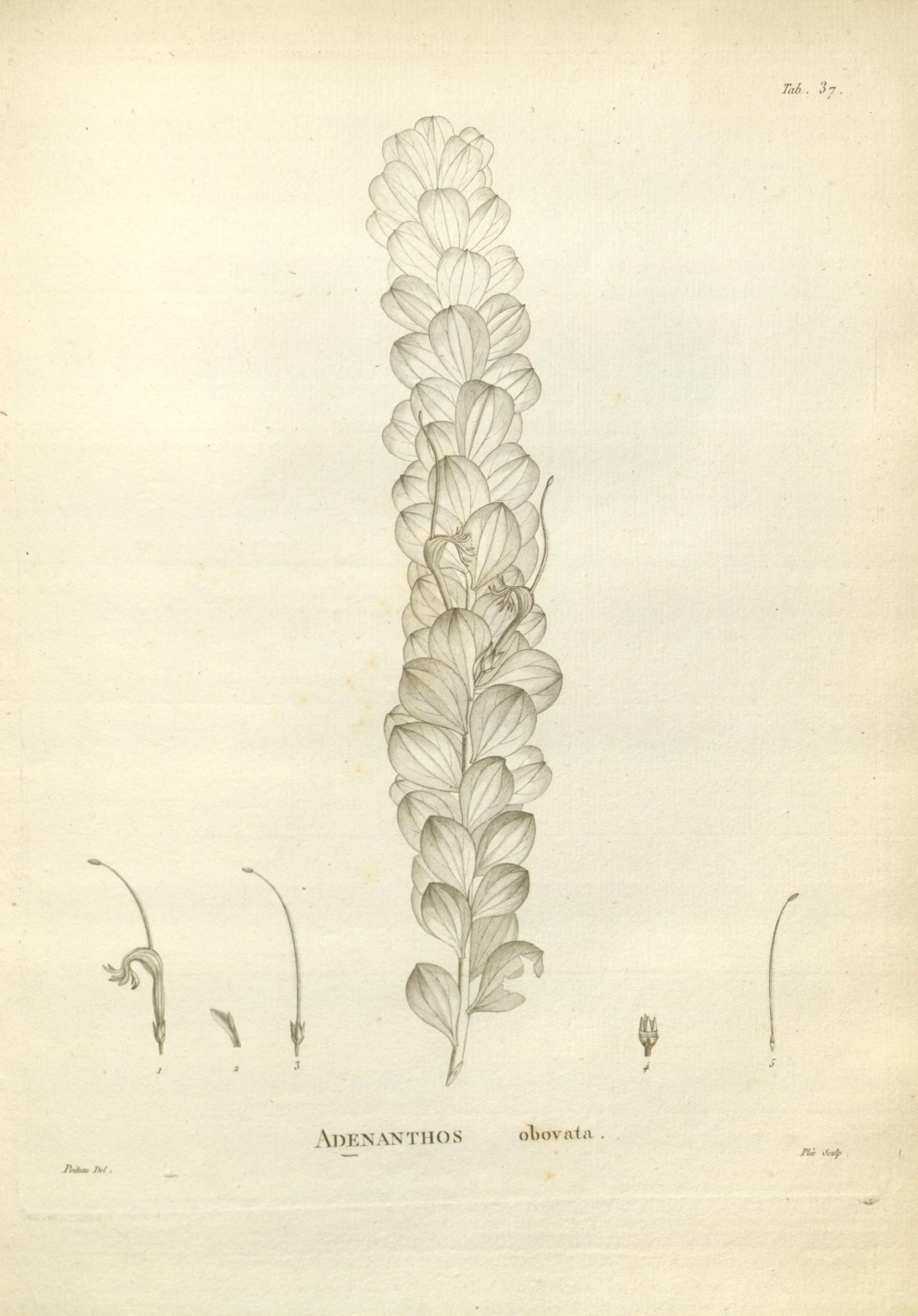
Planche 37 du Novae Hollandiae plantarum specimen de Jacques Labillardière. Ce dessin figure dans la publication officielle de A. obovata; sa ressemblance avec un échantillon recueilli par Jean Baptiste Leschenault de la Tour est considéré comme une preuve que Leschenault est bien le collecteur du type nomenclatural

Le premier spécimen botanique connu d’A. obovatus a été recueilli dans la collection faite par le chirurgien et naturaliste écossais Archibald Menzies lors de la visite de l'expédition Vancouver à King George Sound en septembre et octobre 1791. Cependant, cette collection n'a pas donné lieu à publication des espèces rassemblées. Parmi d'autres collectes de cette époque figurent un échantillon prélevé par le botaniste écossais Robert Brown lors de la visite du HMS Investigator à King George Sound en décembre 1801 et janvier 1802 et, treize mois plus tard, les spécimens recueillis dans la même région par Jean Baptiste Leschenault de la Tour, le botaniste du voyage exploratoire de Nicolas Baudin et son aide Antoine Guichenot. Dans ses notes sur les végétaux publiées dans le compte rendu officiel de l'expédition, Leschenault écrit:

« Sur les bords de la mer, croissent, en grande abondance l’Adenanthos cuneata, l’Adenanthos sericea au feuillage velouté, et une espèce du même genre dont les feuilles sont arrondies. »

L'espèce à feuilles arrondies était A. obovatus.
Jacques Labillardière a publié une description de cette espèce dans son ouvrage publié en 1805 Novae Hollandiae Plantarum Specimen, accompagnée d'un dessin par Pierre-Antoine Poiteau gravé par Auguste Plée. Labillardière a choisi le nom spécifique obovata, en référence à la forme obovale des feuilles de son échantillon,. Cette forme de feuille est souvent observée dans cette espèce.
Labillardière ne signale aucun responsable de la collecte de son échantillon et on a longtemps pensé qu'il avait lui-même recueilli les premiers spécimens botaniques en 1792 lorsqu'il était naturaliste de l'expédition d'Antoine Bruny d'Entrecasteaux à la recherche des navires perdus de La Pérouse. Cependant, cette espèce comme huit autres décrites par Labillardière ne poussent pas dans les endroits qu'ils ont visités, ce qui suggère qu'il a obtenu des échantillons de quelqu'un d'autre qu'il n'a pas crédité. Bien qu'il n'ait pas spécifié de type nomenclatural pour A. obovata, on a retrouvé un échantillon accompagné de la planche de son ouvrage et il est annoté, apparemment de la main de Labillardière, comme ayant été recueilli par Leschenault. Ernest Charles Nelson, spécialiste des Proteaceae assure que Labillardière s'est basé sur des échantillons recueillis par Leschenault pour décrire cette espèce et ce point de vue a été accepté par certains chercheurs alors que d'autres se montrent plus prudents.

### Classement infra-générique
En 1870, George Bentham a publié le premier classement infra-générique d'Adenanthos dans le volume 5 de son livre de référence Flora Australiensis. Bentham a divisé le genre en deux sections, plaçant A. obovata dans A. sect. Eurylaema, définie comme contenant les espèces avec une étamine stérile et le tube du périanthe qui se courbe et se dilate dans sa moitié supérieure.
Une analyse phénétique du genre entreprise par Ernest Charles Nelson en 1975 a confirmé que les membres de la A. sect. Eurylaema se reproduisaient entre eux, avec A. obovata apparaissant le plus étroitement lié à A. barbigera (maintenant A. barbiger), puis A. detmoldii. A. obovata a donc été maintenu dans sa section par Nelson dans la révision de son livre en 1978 et de nouveau en 1995 dans la série encyclopédique Flora of Australia. À ce moment-là, l'ICBN a décidé que tous les genres se terminant en -anthos devaient être considérés comme étant masculins aussi l'espèce est maintenant connue sous le nom d’Adenanthos obovatus,. Sa place dans le classement d’Adenanthos par Nelson peut être résumée comme suit : 
Adenanthos
A. sect. Eurylaema
A. detmoldii
A. barbiger
A. obovatus
A. ×pamela
A. sect. Adenanthos (29 espèces, 8 sous-espèces)

### Hybrides
Adenanthos obovatus s'hybride avec A. detmoldii pour donner A. ×pamela. Connu seulement sur des accotements routiers dans la région de la Scott River, il a été découvert en 1979, et on en a trouvé maintenant plus d'une vingtaine. La découverte d'un si grand nombre d'individus, avec une possibilité d'exploitation horticole, a invité Nelson à le décrire formellement et à lui donner un nom en 1986. Morphologiquement, il est intermédiaire entre ses parents, il est plus grand que A. obovatus, avec des feuilles plus longues et des fleurs d'un rouge plus lumineux. Il est fertile ce qui soulève la possibilité de la mise en place d'une espèce hybride viable.
Il est également possible qu’A. obovatus s'hybride rarement avec A. barbiger : en 1921, Carl Hansen Ostenfeld a décrit A. intermedia (devenu maintenant A. intermedius), basé sur des spécimens trouvés près de Ngilgi Cave à Yallingup avec des feuilles de formes intermédiaires entre ces deux espèces. La nouvelle espèce a été rejetée en 1924 par Charles Gardner, et de nouveau dans les années 1970 par Nelson, qui a fait valoir que la forme des feuilles est un motif inapproprié pour la création d'une nouvelle espèce dans ce contexte et que les caractéristiques d'importance systémique d’A intermedius sont indiscernables de celles d’A. barbiger. A. intermedius doit donc être considéré comme un synonyme d’A. barbiger mais il est possible qu’A. intermedius soit d'origine hybride,. Récemment, cependant, un échantillon cueilli par Greg Keighery semble correspondre à une nouvelle espèce, dénommée provisoirement A. barbiger subsp. Intermedius (Ostenf.) Keighery ms(renommée plus tard Adenanthos sp. Whicher Range (G.J. Keighery 9736)) ce qui suggère que Keighery, au moins, ne pense pas qu’A. intermedius soit d'origine hybride.

### Distribution et habitat

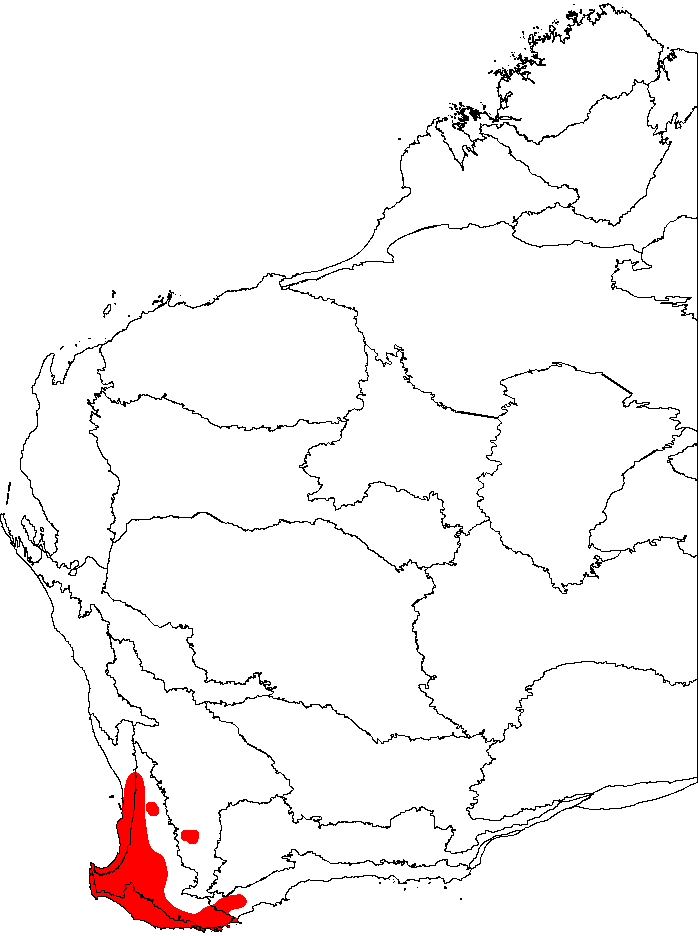
Répartition d’A. obovatus montrée sur une carte des régions biogéographiques d'Australie-Occidentale.

A. obovatus pousse en abondance sur une grande variété de sols, préférant toutefois les sols acides avec un pH compris entre 3,9 et 5,4. Comme la plupart des espèces d’Adenanthos, il est courant dans les plaines aux sols profondément lessivés faits de sable siliceux. On le trouve également sur les sables graveleux faits de quartz provenant d'affleurements rocheux, comme sur les versants de la chaîne de Stirling. Par contre, on le trouve rarement sur les sols graveleux latéritiques. C'est également l'une des espèces d’Adenanthos qui supportent le mieux les environnements humides mais il ne tolère pas les sols saisonnièrement gorgés d'eau, un créneau occupé par A. detmoldii.
Conformément à ses préférences édaphiques, A. obovatus est répandu et commun dans les régions de broussailles et de bruyères des plaines sablonneuses du sud-ouest de l'Australie et est aussi commun avec les carex qui poussent dans les zones humides de la région. Il est rare dans les zones boisées, parce qu'elles sont généralement associées à des sols latéritiques, mais on peut le trouver dans les peuplements de jarrahs ou de marris qui poussent dans les sols sablonneux sans latérite. Le climat dans son domaine est méditerranéen, avec des précipitations annuelles de 625 à 1 250 mm.
L'espèce est présente dans les régions côtières du sud-ouest de l'Australie, depuis Gingin et Muchea au nord de Perth à Augusta et le long du versant sud de la Green Range jusqu'à l'est d'Albany. On le trouve également dans la chaîne de Stirling, une possible distribution disjointe, et à Narrogin, une importante disjonction,. Nelson explique que ces populations provisoirement isolées sont dues à des fluctuations naturelles du climat : en période de forte pluviométrie, la distribution d’A. obovatus aurait été beaucoup plus vaste. La réduction des précipitations aurait entraîné une réduction des surfaces, mais les populations isolées pourraient survivre dans des refuges favorables.

## Écologie

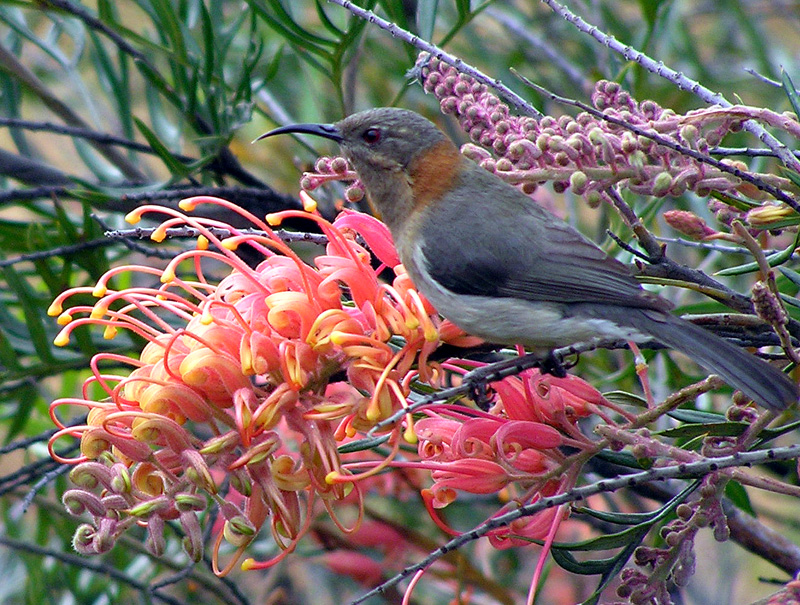
Un Méliphage festonné sur un Adenanthos obovatus

Le Méliphage festonné (Acanthorhynchus superciliosus) est le visiteur le plus fréquent de ses fleurs. Espèce territoriale, cet oiseau a un territoire plus petit quand il contient davantage de buissons d’Adenanthos obovatus. Son long bec incurvé est parfaitement adapté en forme et en longueur pour s'engager dans le tube floral. Ce dernier est organisé de sorte que le pollen se dépose sur la tête de l'oiseau pendant qu'il consomme le nectar. Les oiseaux transportent ainsi le pollen d'une plante à l'autre, permettant les fertilisations croisées. Une étude faite en marquant le pollen à l'aide d'un colorant fluorescent a permis de constater qu'il peut être transporté sur des fleurs situées jusqu'à 20 mètres de distance de la fleur d'origine. Le Méliphage de Nouvelle-Hollande (Phylidonyris novaehollandiae) et le Méliphage brunâtre (Lichmera indistincta) transportent aussi son pollen. Le Zostérops à dos gris (Zosterops lateralis) consomme le nectar de ses fleurs, mais il le fait en perforant les tubes floraux à la base avec son bec court, et ne participe donc pas au transport du pollen. Les plus grands des Méliphages ont tendance à éviter A. obovatus, peut-être parce qu'ils peuvent trouver des sources de nectar plus abondantes ailleurs. De plus, ces espèces sont trop lourdes pour les branches fines de l'arbuste et leurs becs sont trop longs pour les tubes floraux.
Des études dans le parc national de Scott ont montré que la Souris à miel (Tarsipes rostratus) utilisait Adenanthos obovatus comme source de nourriture en hiver et au printemps (de début juin à septembre en Australie), le remplaçant par A. meisneri à la fin du printemps et en été (de fin octobre à février).
Adenanthos obovatus est très sensible au dépérissement causé par le protiste Phytophthora cinnamomi. Des pieds de végétation poussant dans les dunes littorales sont tuées par le champignon Armillaria luteobubalina, le mycélium du champignon s'insérant sous l'écorce du collet.

## Culture
Décrit par Ken Newbey comme « une espèce ornementale remarquable avec un feuillage moyen et très attrayante quand elle est en fleur », A. obovatus a d'abord été cultivé en Grande-Bretagne en 1824 et est l'espèce d’Adenanthos la plus communément cultivée en Australie. Il fleurit la plus grande partie de l'année, est un  excellent moyen d'attirer les oiseaux méliphages et pousse sous une grande variété de climats,. La multiplication se fait par bouturage de rameaux de l'année qui reprennent facilement et qui, par la suite, ont une croissance assez rapide. Même s'il est présent naturellement dans les endroits humides, cultivé, il préfère les endroits exposés à la lumière (exposition ensoleillée) et un sol bien drainé. Un simple élagage est recommandé pour lui maintenir une forme attrayante,. Ses fleurs sauvages sont récoltées par des cueilleurs munis d'une licence pour la vente de fleurs coupées sur les marchés locaux et à l'exportation. Ses longues tiges courbes avec les fleurs à l'aisselle des feuilles sont jugées très faciles à cueillir.